# مجلس الأمة الكويتي 1985
مجلس الأمة الكويتي 1985 (الفصل التشريعي السادس) من 9 مارس 1985 حتى حل المجلس في 3 يوليو 1986 أجريت انتخابات المجلس، في يوم الأربعاء 20 فبراير 1985 وأنتخب المجلس في جلسته الأولى التي عقدت في يوم السبت 9 مارس 1985 أحمد عبد العزيز السعدون رئيساً للمجلس ، وفي 3 يوليو 1986 صدر أمر أميري بحل المجلس ووقف العمل ببعض مواد الدستور وبقي مجلس الأمة بعد ذالك منحلاً إلى سنة 1992.

## أعضاء المجلس حسب الدوائر
الدائرة الأولى
- خالد جميعان الجميعان
- يعقوب محمد حياتي

الدائرة الثانية
- حمد عبد الله الجوعان
- عبد الرحمن خالد الغنيم

الدائرة الثالثة
- جاسم عبد العزيز القطامي
- جاسم الخرافي

الدائرة الرابعة
- عبد الله يوسف الرومي
- ناصر عبد الله الروضان

الدائرة الخامسة
- أحمد يعقوب باقر
- عبد العزيز عبد اللطيف المطوع

الدائرة السادسة
- حمود حمد الرومي
- مشاري جاسم العنجري

الدائرة السابعة
- جاسم محمد العون
- فيصل عبد الحميد الصانع

الدائرة الثامنة
- أحمد الربعي
- عبد الله فهد النفيسي

الدائرة التاسعة
- أحمد محمد الخطيب
- جاسر الجاسر

الدائرة العاشرة
- سامي أحمد المنيس
- صالح يوسف الفضالة

الدائرة الحادية عشر
- أحمد عبد العزيز السعدون
- محمد سليمان المرشد

الدائرة الثانية عشر
- راشد الجويسري
- سالم عبد الله الحماد

الدائرة الثالثة عشر
- عباس حسين الخضاري
- ناصر عبد العزيز صرخوه

الدائرة الرابعة عشر
- حمود ناصر الجبري
- ناصر فهد البناي

الدائرة الخامسة عشر
- عباس مناور المسيلم
- محمد مفرج المسيلم

الدائرة السادسة عشر
- براك النون
- مبارك الدويلة

الدائرة السابعة عشر
- فيصل بندر الدويش
- يوسف خالد المطيري

الدائرة الثامنة عشر
- خلف دميثير العنزي
- صياح أبو شيبة

الدائرة التاسعة عشر
- أحمد نصار الشريعان
- منيزل العنزي

الدائرة العشرون
- علي عبد الله السعيد
- فلاح مبارك الحجرف

الدائرة الحادية والعشرون
- خالد العجران
- دعيج خليفة الجري

الدائرة الثانية والعشرون
- سعد بن طامي
- هادي الحويلة

الدائرة الثالثة والعشرون
- خميس عقاب
- مبارك فالح راعي الفحماء

الدائرة الرابعة والعشرون
- راشد سيف الحجيلان
- مبارك حمد الزوير

الدائرة الخامسة والعشرون
- عايض علوش العازمي
- هاضل سالم الجلاوي

## أبرز الأحداث
- تم استجواب وزير العدل الشيخ سلمان الدعيج الصباح، وقد استقال قبل أن يقدم الاستجواب.[1]
- تم اقتراح تعديل المادة الأولى من قانون المحكمة الدستورية، لأن الحكومة كانت تحيل عدد من القوانين التي يقترحها النواب إلى المحكمة الدستورية لتبطيئ القوانين، وقد تمت الموافقة على القرار.[2]
- تم اقتراح بتطويل المدة التي يستطيع بعدها المتجنسين بالتصويت من عشرين سنة إلى ثلاثين سنة، وقد تمت الموافقة على القرار [3]
- في يونيو 1986 تم تقديم أربعة استجوابات لأربعة وزراء مختلفين، وهم وزير الإعلام عيسى المزيدي ووزير المالية جاسم الخرافي ووزير النفط الشيخ علي الخليفة الصباح ووزير التربية عيسى الإبراهيم.[4]
- وفي 3 يوليو 1986 صدر أمر أميري بحل المجلس ووقف العمل ببعض مواد الدستور وبقي مجلس الأمة بعد ذالك منحلاً إلى سنة 1992